# Afroscleropogon
Afroscleropogon is een vliegengeslacht uit de familie van de roofvliegen (Asilidae).

## Soorten
- A. armatus (Oldroyd, 1974)
- A. braunsi (Oldroyd, 1974)
- A. bullingtoni Londt, 1999
- A. clementsi Londt, 1999
- A. dilutus (Walker, 1851)
- A. lavignei Londt, 1999
- A. nagatomii Londt, 1999